# 沓掛哲男
沓掛 哲男（くつかけ てつお、1929年〈昭和4年〉9月12日 ‐ 2024年〈令和6年〉1月30日）は、日本の建設官僚、政治家。位階は従三位。勲等は旭日大綬章。
参議院議員（4期）、衆議院議員（1期）、通商産業省政務次官（宮澤内閣）、環境副大臣（第二次森改造内閣）、国家公安委員会委員長（第73代）兼内閣府特命担当大臣（防災担当）（第5代）、参議院政治倫理の確立及び選挙制度に関する特別委員長、自由民主党参議院政策審議会長などを歴任。

## 来歴・人物
石川県金沢市出身。金沢一中を経て1950年に第四高等学校を卒業し、1953年、東京大学工学部（土木工学）を卒業した。
1953年、建設省に入省し、道路局長などを経て、1985年12月27日、建設技監を最後に退官した。
1986年と1992年の参議院議員通常選挙に当選した。1998年には落選するも、2000年の参議院議員補欠選挙で復帰し、2001年の通常選挙も当選した。その間は自由民主党に所属し、党内派閥では清和政策研究会に属した。その間、通産政務次官、環境副大臣等を歴任。
2005年10月31日の第3次小泉改造内閣で、国家公安委員会委員長として初入閣し、併せて有事法制担当大臣、内閣府特命担当大臣（防災担当）も兼任した。
2006年、高齢を理由に党県連が候補差し替えを決定したため、引退を表明した。その後、2007年に党決定に反旗を翻し、県政の中心勢力である新進石川の支援による無所属での立候補を検討したが、最終的には断念した。
2009年の第45回衆議院議員総選挙において、民主党公認で比例北陸信越ブロックの単独候補として立候補、当選（当該選挙の最高齢当選者となる）。
また、金沢工業大学にて客員教授に就任している。教員としての専門分野として、総合交通対策、道路計画及び建設、防災政策、環境政策などを挙げている。
2012年、第46回衆議院議員総選挙には立候補せず政界を引退。旧制中学校及び旧制高等学校出身者としては最後の国会議員であった。
政治家としての想いは「艱難汝を玉にす」である。
2024年1月30日、東京都の病院で心不全のため死去した。94歳没。死没日付をもって正三位に叙された。

## 略歴
- 1929年 - 誕生
- 1950年 - 第四高等学校卒業
- 1953年 - 東京大学工学部（土木工学）卒業
- 1953年 - 建設省入省
- 1971年 - 大臣官房政策企画官
- 1977年 - 道路局有料道路課長
- 1979年 - 道路局道路企画課長
- 1980年 - 大臣官房技術参事官
- 1981年 - 東北地方建設局長
- 1982年 - 道路局長
- 1984年 - 建設技監
- 1985年 - 建設省退官
- 1986年 - 参議院議員通常選挙初当選
- 1992年 - 参議院議員通常選挙再選
- 1998年 - 参議院議員通常選挙落選
- 2000年 - 参議院議員補欠選挙3選
- 2001年 - 環境副大臣
- 2001年 - 参議院議員通常選挙4選
- 2005年 - 国家公安委員会委員長、有事法制担当大臣、内閣府特命担当大臣（防災担当）
- 2009年 - 第45回衆議院議員総選挙当選
- 2024年 - 死去[3]

## 栄典
- 2007年 旭日大綬章受章

## 論文
- 1971年 「有料道路事業の発展とその意義（一般有料道路特集）」『高速道路と自動車』14（11）
- 1977年 「建設技術研究開発（昭和52年度道路関係予算）」『道路』（通号434）
- 1978年 「有料道路整備資金融資事業（昭和53年度道路関係予算）」『道路』（通号446）
- 1978年 「都市高速道路（都市交通の展望）」『建設の機械化』（通号339）
- 1979年 「有料道路整備資金融資事業（昭和54年度道路関係予算）」『道路』（通号458）
- 1979年 「OECD道路研究計画第22回運営委員会および歩行者と自転車利用者の安全に関するシンポジウム（海外情報）」『道路』（通号462）
- 1980年 「交通安全・大規模自転車道・雪寒事業・調査 （昭和55年度道路関係予算）」『道路』（通号470）
- 1980年 「橋梁技術がめざすもの（巻頭言）（道路橋示方書<特集>）」『土木技術資料』22（5）
- 1982年 「東北の発展と社会資本の整備（三角点）（東北地区特集）」『測量』32（5）
- 1982年 「第9次道路整備五箇年計画と今後の道路整備（講演要旨）」『経済人』36（12）

## 所属していた団体・議員連盟
- 神道政治連盟国会議員懇談会